# Aethalopteryx strohlei
Aethalopteryx strohlei — вид лускокрилих комах родини червиць (Cossidae). Описаний у 2020 році.

## Назва
Вид названо на честь німецького ентомолога Манфреда Стрьоле, фахівця з палеарктичних та африканських лускокрилих.

## Поширення
Ендемік Ефіопії. Поширений в зоні Південне Омо в Області Народностей Південної Ефіопії на південному заході країни.